# Slammiversary
Slammiversary é um evento pay-per-view (PPV) de wrestling profissional produzido pela promoção americana Total Nonstop Action Wrestling. É um dos eventos PPV “Big Four” do Impact (junto com Hard to Kill, Rebellion e Bound for Glory), e celebra o aniversário do primeiro evento da promoção que foi realizado em 19 de junho de 2002.
O evento era realizado em julho desde 2017; o evento de 2022 ocorreu em 19 de junho – 20 anos após a promoção realizar seu primeiro show.

## História

### King of the Mountain
A luta de assinatura de Slammiversary foi a luta King of the Mountain, uma luta de escada reversa de cinco homens que foi anteriormente disputada pelo Campeonato Mundial dos Pesos Pesados da NWA e, mais tarde, pelo Campeonato Mundial dos Pesos Pesados da TNA. A luta estreou em 2 de junho de 2004, na edição dos pay-per-views semanais do Impact (então conhecido como NWA:TNA) em Nashville, Tennessee, e foi apresentada em todos os eventos do Slammiversary até a edição de 2010. A partida retornou em 2015, onde o recém-anunciado Campeonato King of the Mountain da TNA estava em jogo para coroar o campeão inaugural.

## Eventos
| #                                        | Evento                   | Data                | Cidade                   | Local                          | Evento principal | Ref   |
| ---------------------------------------- | ------------------------ | ------------------- | ------------------------ | ------------------------------ | --- | ----- |
| -                                        | TNA 1st Anniversary Show | 18 de junho de 2003 | Nashville, Tennessee     | Nashville Fairgrounds          | AJ Styles e Syxx-Pac vs. Jeff Jarrett e Sting |       |
| -                                        | TNA 2nd Anniversary Show | 23 de junho de 2004 | Nashville, Tennessee     | Nashville Fairgrounds          | Jeff Jarrett (c) vs. Ron Killings pelo Campeonato Mundial dos Pesos Pesados da NWA |       |
| 1                                        | Slammiversary (2005)     | 19 de junho de 2005 | Orlando, Flórida         | Impact Wrestling Zone          | A.J. Styles (c) vs. Abyss vs. Monty Brown vs. Raven vs. Sean Waltman em uma luta King of the Mountain pelo Campeonato Mundial dos Pesos Pesados da NWA                                                     |       |
| 2                                        | Slammiversary (2006)     | 18 de junho de 2006 | Orlando, Flórida         | Impact Wrestling Zone          | Christian Cage (c) vs. Abyss vs. Jeff Jarrett vs. Ron Killings vs. Sting em uma luta King of the Mountain pelo Campeonato Mundial dos Pesos Pesados da NWA                                                 |       |
| 3                                        | Slammiversary (2007)     | 17 de junho de 2007 | Nashville, Tennessee     | Nashville Municipal Auditorium | A.J. Styles vs. Chris Harris vs. Christian Cage vs. Kurt Angle vs Samoa Joe em uma luta King of the Mountain pelo vago Campeonato Mundial dos Pesos Pesados da TNA                                         |       |
| 4                                        | Slammiversary (2008)     | 8 de junho de 2008  | Southaven, Mississippi   | DeSoto Civic Center            | Samoa Joe (c) vs. Booker T vs. Christian Cage vs. Rhino vs. Robert Roode em uma luta King of the Mountain pelo Campeonato Mundial dos Pesos Pesados da TNA com Kevin Nash como executor convidado especial |       |
| 5                                        | Slammiversary Seven      | 21 de junho de 2009 | Auburn Hills, Michigan   | The Palace of Auburn Hills     | Mick Foley (c) vs. A.J. Styles vs. Jeff Jarrett vs. Kurt Angle vs Samoa Joe em uma luta King of the Mountain pelo Campeonato Mundial dos Pesos Pesados da TNA                                              |       |
| 6                                        | Slammiversary VIII       | 13 de junho de 2010 | Orlando, Flórida         | Impact Wrestling Zone          | Rob Van Dam (c) vs. Sting pelo Campeonato Mundial dos Pesos Pesados da TNA |       |
| 7                                        | Slammiversary IX         | 12 de junho de 2011 | Orlando, Flórida         | Impact Wrestling Zone          | Kurt Angle vs. Jeff Jarrett para determinar o desafiante número um ao Campeonato Mundial dos Pesos Pesados da TNA e à medalha olímpica de ouro                                                             |       |
| 8                                        | Slammiversary 10         | 10 de junho de 2012 | Arlington, Texas         | College Park Center            | Bobby Roode (c) vs. Sting pelo Campeonato Mundial dos Pesos Pesados da TNA |       |
| 9                                        | Slammiversary XI         | 2 de junho de 2013  | Boston, Massachusetts    | Agganis Arena                  | Bully Ray (c) vs. Sting em uma luta No Holds Barred pelo Campeonato Mundial dos Pesos Pesados da TNA |       |
| 10                                       | Slammiversary XII        | 15 de junho de 2014 | Arlington, Texas         | College Park Center            | Eric Young (c) vs. Lashley vs. Austin Aries em luta three-way em uma jaula de aço pelo Campeonato Mundial dos Pesos Pesados da TNA                                                                         |       |
| 11                                       | Slammiversary (2015)     | 28 de junho de 2015 | Orlando, Flórida         | Impact Wrestling Zone          | Jeff Jarrett vs. Eric Young vs. Matt Hardy vs. Bobby Roode vs. Drew Galloway em uma luta King of the Mountain pelo inaugural Campeonato King of the Mountain da TNA                                        |       |
| 12                                       | Slammiversary (2016)     | 12 de junho de 2016 | Orlando, Flórida         | Impact Wrestling Zone          | Drew Galloway (c) vs. Lashley em uma luta Tap Out or Knockout Campeonato Mundial dos Pesos Pesados da TNA                                                                                                  |       |
| 13                                       | Slammiversary XV         | 2 de julho de 2017  | Orlando, Flórida         | Impact Wrestling Zone          | Lashley (Campeonato Mundial dos Pesos Pesados do Impact Wrestling) vs. Alberto El Patrón (Campeonato Global da GFW) em uma luta Título vs. Título Winner Takes All                                         |       |
| 14                                       | Slammiversary XVI        | 22 de julho de 2018 | Toronto, Ontario, Canadá | Rebel Complex                  | Austin Aries (c) vs. Moose pelo Campeonato Mundial dos Pesos Pesados do Impact Wrestling |       |
| 15                                       | Slammiversary XVII       | 7 de julho de 2019  | Dallas, Texas            | Gilley's Dallas                | Sami Callihan vs. Tessa Blanchard |       |
| 16                                       | Slammiversary (2020)     | 18 de julho de 2020 | Nashville, Tennessee     | Skyway Studios                 | Ace Austin vs. Eddie Edwards vs. Trey vs. Eric Young vs. Rich Swann em uma luta fatal five way de eliminação pelo vago Campeonato Mundial do Impact                                                        |       |
| 17                                       | Slammiversary (2021)     | 17 de julho de 2021 | Nashville, Tennessee     | Skyway Studios                 | Kenny Omega (c) vs. Sami Callihan em uma luta sem desqualificações pelo Campeonato Mundial do Impact |       |
| 18                                       | Slammiversary (2022)     | 19 de junho de 2022 | Nashville, Tennessee     | Nashville Fairgrounds          | Josh Alexander (c) vs. Eric Young pelo Campeonato Mundial do Impact |       |
| 19                                       | Slammiversary (2023)     | 15 de julho de 2023 | Windsor, Ontário, Canadá | St. Clair College              | Alex Shelley (c) vs. Nick Aldis pelo Campeonato Mundial do Impact | [ 2 ] |
| 20                                       | Slammiversary (2024)     | 20 de julho de 2024 | Montreal, Quebec, Canadá | Verdun Auditorium              | Moose (c) vs. Josh Alexander vs. Steve Maclin vs. Nic Nemeth vs. Frankie Kazarian vs. Joe Hendry em uma luta six-way de eliminação pelo Campeonato Mundial da TNA                                          | [ 3 ] |
| 21                                       | Slammiversary (2025)     | 20 de julho de 2025 | Elmont, Nova Iorque      | UBS Arena                      | TBA | [ 4 ] |
| (c) - refere-se ao campeão antes da luta |                          |                     |                          |                                | |       |